# Gonatopus formicarius
Gonatopus formicarius (лат.) — вид мелких ос из семейства Dryinidae. Европа, Дальний Восток (Приморский край), Средняя Азия, Казахстан. Самка чёрная бескрылая; клипеус, челюсти, лоб, грудь и 1-й тергит брюшка — красноватые. Длина тела самок 2—3 мм (самцы мельче, 1,5—1,8 мм; крылья развиты). На пятом членике лапок находится ряд из 10—20 ламелл. Нижнечелюстные щупики 5-члениковые, нижнегубные состоят из 2 сегментов (формула 6,2). Эктопаразитоиды цикадок семейства Cicadellidae. В Европе появляются с мая по сентябрь.